# Industrialisering

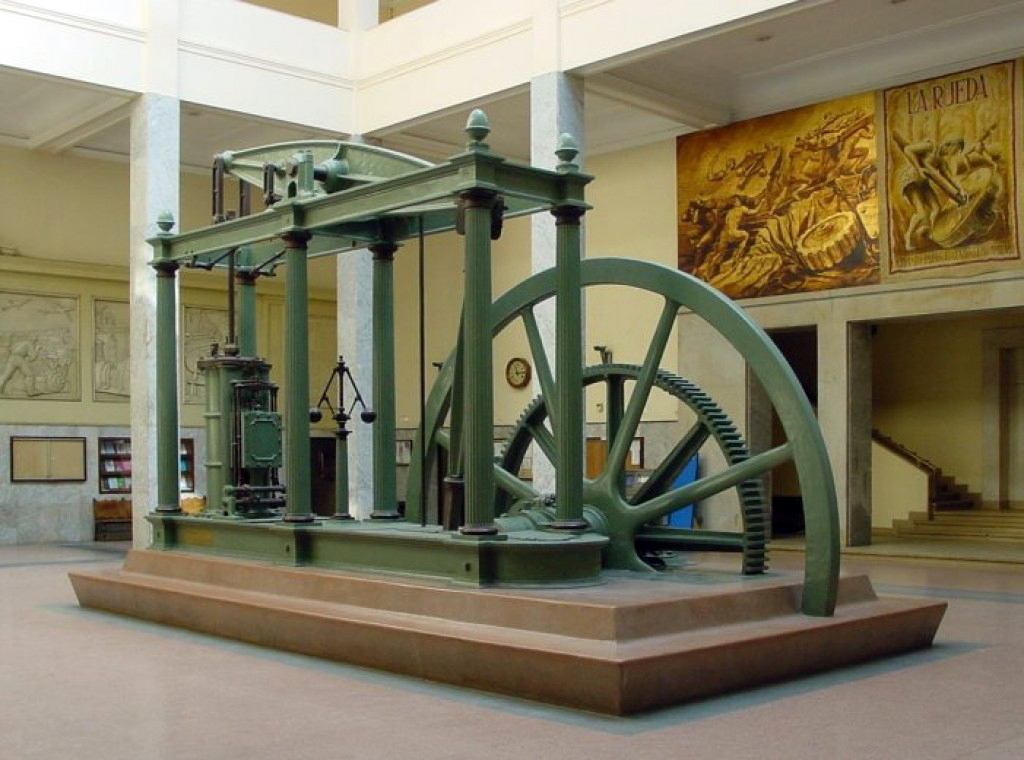
Ångmaskin.

Industrialisering är ett samhälles omvandling från jordbrukssamhälle till industrisamhälle.

## Allmänt
Industrialisering är del av moderniteten, och därmed en effekt av upplysningen, rationella/vetenskapliga principer och framväxten av flera politiska system. Den tog sig först uttryck i industriella revolutionen som inleddes i Storbritannien under 1700-talet, för att under 1800-talet spridas i västvärlden.
Processen kräver omfattande investeringar, inte bara i industrier, utan också i infrastruktur, som transport och informationsteknik, och humankapital som utbildning och omsorg.
De länder där industrialiseringen endast är påbörjad kallas utvecklingsländer. De länder där industrialisering till stor del är genomförd kallas nyligen industrialiserade länder, och de länder som är fullt industrialiserade länder kallas industriländer. Enligt den internationella valutafonden är bara 35 av 193 länder i-länder medan övriga är u-länder.[källa behövs]